# Pristimera peglerae
Pristimera peglerae är en benvedsväxtart som först beskrevs av Ludwig Eduard Theodor Loesener, och fick sitt nu gällande namn av R.H.Archer. Pristimera peglerae ingår i släktet Pristimera och familjen Celastraceae. Inga underarter finns listade.